# Josefina (Zamboanga do Sul)
Josefina é um município de  quinta classe de renda municipal (d) na província Zamboanga do Sul, nas Filipinas. De acordo com o censo de 1 de maio  de  2020 possui uma população de 12 205 pessoas e 2 986 domicílios.